# Amine Adli
Amine Adli (arabsky: أمين عدلي) ( * 10. května 2000) je marocký profesionální fotbalista, který hraje na pozici ofenzivního záložníka za německý klub Bayer 04 Leverkusen. Narodil se ve Francii, ale hraje za marocký národní tým.

## Klubová kariéra

### Toulouse
Dne 30. října 2018 podepsal Adli svou první profesionální smlouvu s Toulouse. Svůj profesionální debut v klubu si odbyl 18. prosince 2019 při prohře 4:1 v Coupe de la Ligue s Lyonem.
Adli pomohl Toulouse 8 góly a 7 asistencemi dostat se do play-off Ligue 2 v sezóně 2020/21. Poté byl zvolen hráčem sezóny Ligue 2.

### Bayer Leverkusen
Dne 26. srpna 2021 Adli přestoupil do německého klubu Bayer Leverkusen a podepsal pětiletou smlouvu. Svůj první gól za klub vstřelil 30. září 2021 v zápase skupinové fáze Evropské ligy proti Celticu; gólem z 90. minuty završil výhru hostů 4:0. Dne 20. listopadu 2021 vstřelil svůj první bundesligový gól, když vstřelil jediný gól po 3 minutách při výhře 1:0 nad VfL Bochum. Dne 18. března 2023 obdržel dvě červené karty za simulování v pokutovém území, ale obě byly po zásahu VAR zrušeny. Následné pokutové kopy přinesly oba góly při vítězství 2:1 nad pozdějším mistrem Bayernem Mnichov.
V posledním zápase sezóny 2021/22 byl Adli vyloučen 8 minut po začátku zápasu Leverkusenu s Bochumí. Leverkusen prohrál 0:3, což znamenalo vypadnutí klubu z příček zajišťující evropské poháry.
Adli byl součástí týmu Leverkusenu, který vyhrál Bundesligu 2023/24 bez porážky.

## Reprezentační kariéra
Amine Adli se narodil ve Francii a má francouzské a marocké občanství. Byl mládežnickým reprezentantem Francie, ale na seniorské úrovni se rozhodl reprezentovat Maroko.
V srpnu 2023 byl Amine Adli poprvé povolán do marockého národního týmu pro nadcházející zápasy proti Libérii a Burkině Faso.
Dne 17. října 2023 vstřelil Adli svůj první gól v národním týmu při vítězství 3:0 nad Libérií. O dva měsíce později, 28. prosince, byl jmenován do 27členného týmu pro Africký pohár národů 2023 v Pobřeží slonoviny.

## Statistiky

### Klubové
Platí k zápasu hranému 23. října 2024.
| Klub              | Sezóna            | Liga                   | Liga   | Liga | Národní pohár | Národní pohár | Ligový pohár | Ligový pohár | Kontinentální | Kontinentální | Ostatní | Ostatní | Celkově | Celkově |
| Klub              | Sezóna            | Soutěž                 | Zápasy | Góly | Zápasy        | Góly          | Zápasy       | Góly         | Zápasy        | Góly          | Zápasy  | Góly    | Zápasy  | Góly    |
| ----------------- | ----------------- | ---------------------- | ------ | ---- | ------------- | ------------- | ------------ | ------------ | ------------- | ------------- | ------- | ------- | ------- | ------- |
| Toulouse II       | 2017/18           | Championnat National 3 | 3      | 0    | —             | —             | —            | —            | —             | —             | —       | —       | 3       | 0       |
| Toulouse II       | 2018/19           | Championnat National 3 | 18     | 4    | —             | —             | —            | —            | —             | —             | —       | —       | 18      | 4       |
| Toulouse II       | 2019/20           | Championnat National 3 | 9      | 1    | —             | —             | —            | —            | —             | —             | —       | —       | 9       | 1       |
| Toulouse II       | Celkově           | Celkově                | 30     | 5    | —             | —             | —            | —            | —             | —             | —       | —       | 30      | 5       |
| Toulouse          | 2019/20           | Ligue 1                | 4      | 0    | 1             | 0             | 1            | 0            | —             | —             | —       | —       | 6       | 0       |
| Toulouse          | 2020/21           | Ligue 2                | 33     | 8    | 0             | 0             | —            | —            | —             | —             | 3       | 0       | 36      | 8       |
| Toulouse          | 2021/22           | Ligue 2                | 1      | 0    | —             | —             | —            | —            | —             | —             | —       | —       | 1       | 0       |
| Toulouse          | Celkově           | Celkově                | 38     | 8    | 1             | 0             | 1            | 0            | —             | —             | 3       | 0       | 43      | 8       |
| Bayer Leverkusen  | 2021/22           | Bundesliga             | 25     | 3    | 1             | 0             | —            | —            | 8             | 1             | —       | —       | 34      | 4       |
| Bayer Leverkusen  | 2022/23           | Bundesliga             | 26     | 5    | 0             | 0             | —            | —            | 12            | 2             | —       | —       | 38      | 7       |
| Bayer Leverkusen  | 2023/24           | Bundesliga             | 23     | 4    | 6             | 5             | —            | —            | 13            | 1             | —       | —       | 42      | 10      |
| Bayer Leverkusen  | 2024/25           | Bundesliga             | 7      | 0    | 1             | 0             | —            | —            | 3             | 0             | 1       | 0       | 12      | 0       |
| Bayer Leverkusen  | Celkově           | Celkově                | 81     | 12   | 8             | 5             | —            | —            | 36            | 4             | 1       | 0       | 126     | 21      |
| Celkově v kariéře | Celkově v kariéře | Celkově v kariéře      | 149    | 25   | 9             | 5             | 1            | 0            | 36            | 4             | 4       | 0       | 199     | 34      |

### Reprezentační
Platí k zápasu hranému 15. října 2024.
| Národní tým | Rok     | Zápasy | Góly |
| ----------- | ------- | ------ | ---- |
| Maroko      | 2023    | 4      | 1    |
| Maroko      | 2024    | 10     | 0    |
| Celkově     | Celkově | 14     | 1    |

#### Reprezentační góly
Skóre a výsledky Maroka jsou vždy zapsány jako první. Góly Amina Adliho jsou zvýrazněny.
| Gól | Datum          | Místo                         | Soupeř  | Skóre | Výsledek | Soutěž                                   |
| --- | -------------- | ----------------------------- | ------- | ----- | -------- | ---------------------------------------- |
| 1.  | 17. října 2023 | Adrar Stadium, Agádír, Maroko | Libérie | 3:0   | 3:0      | Kvalifikace na Africký pohár národů 2023 |

## Úspěchy
Bayer Leverkusen
- Bundesliga: 2023/24
- DFB-Pokal: 2023/24
- DFL-Supercup: 2024
- Poražený finalista Evropské ligy UEFA: 2023/24

Individuální
- Hráč roku Ligue 2: 2020/21
- Tým roku Ligue 2: 2020/21
- Nejlepší střelec DFB-Pokal: 2023/24